# Schweizer Eishockeymeisterschaft 1929/30
Die Saison 1929/30 war die 20. reguläre Austragung der Schweizer Eishockeymeisterschaft. Meister wurde der HC Davos.

## Hauptrunde

### Serie Ost
Der HC Davos qualifizierte sich automatisch für den Meisterschaftsfinal, da die Gegner auf eine Teilnahme an der nationalen Meisterschaft verzichteten.

### Serie West
| Pl. | Team            | Sp. | S | U | N | Pkt. |
| --- | --------------- | --- | - | - | - | ---- |
| 1.  | Star Lausanne   | 2   | 1 | 0 | 1 | 2    |
| 2.  | HC Château-d’Œx | 2   | 1 | 0 | 1 | 2    |
| 3.  | Lycée Jaccard   | 2   | 1 | 0 | 1 | 2    |

## Meisterschaftsfinal
- HC Davos – Star Lausanne 16:1